# Damaster blaptoides
Damaster blaptoides är en skalbaggsart som beskrevs av Vincenz Kollar 1836. Damaster blaptoides ingår i släktet Damaster och familjen jordlöpare.

## Underarter
Arten delas in i följande underarter:
- D. b. blaptoides
- D. b. rugipennis